# Day of Darkness
 (juin 2024).
Day of Darkness est un festival irlandais consacré au heavy metal. S’inspirant de festivals tells que le Wacken Open Air ou encore Dynamo Open Air, c’est le seul festival irlandais de ce type ayant une renommée internationale. Il a lieu tous les ans depuis 2002.

## Programmation

### 2002
Primordial, Mourning Beloveth, Primal Dawn, Geasa, Condemned, Bloodbox, Coldwar, Corrupted, Slave Zero, The 8th Day, Die Laughing.

### 2003
Mourning Beloveth, Mael Mórdha, Honey for Christ, Waylander, Die Laughing, Scavenger, Carnún Rising, Old Season, Inhumane, The Swarm.

### 2004
Dismember, Ancient Rites, Abaddon Incarnate, Mael Mórdha, Putrefy, The Swarm, Old Season, Sinister Demise, Sol Axis, Mabus,Demize.
Il y eut également un hommage spécial à  Bathory avec des membres de: Primordial, Sol Axis, Geasa, et Kingdom.

### 2005
Eve of Darkness Warm-up Show:
Steel Tormentor, Primed, Slave Zero, Skoll.
- Rotting Christ, Desaster, Mourning Beloveth, Scavenger, Waylander, Carnún Rising, Primal Dawn, devilmakesthree, Wreck of the Hesperus, Ground of Ruin.

### 2006
- Vendredi :

Moonsorrow,  Geasa, Sorrowfall, Ground of Ruin, Minds Astray.
- Samedi :

Destruction,  Primordial, Morphosis, Hexxed, Mass Extinction, Aftermath, Primed, For Ruin,  A Distant Sun,  Nothing is Sacred.